# 望廈山房
望廈山房（葡萄牙語：Vivendas de Mong-Há），位於澳門美副將大馬路55-73號及連勝馬路118-120號，由多間兩層式葡式別墅所組成，其前身為澳葡政府公務員宿舍。2022年，文化局對該建築群進行活化試行計劃，將其中十間建築物採取「先行先試」的活化計劃，結合鄰近的普濟禪院、望廈山等將望廈片區串連成文化旅遊路線。2023年，該建築群納入「全澳第四批不動產評定」待定清單中，計劃活化10幢建築物（即美副將大馬路55-73號），土地面積共1049平方米，用地被澳門城市規劃委員會建議為「文化設施用地（文化文創商業綜合體）」，而連勝馬路118-120號的建築群將納入下一階段活化中。

## 活化沿革
2022年3月3日，文化發展咨詢委員會召開首次全體會議，副主席及文化局局長梁惠敏表示計劃推出文化遺產文物建築活化計劃首個項目進行申請，利用望廈山房進行活化工作。十間建築物中包括三間用作藝文展演或文化親子活動空間、七間進行餐飲、銷售等用途，傾向由同一申請人經營； 並希望該項目可以結合望廈、北區（蓮峰廟）和中區的旅遊資源，發展旅遊路線。至於資助金額，她透露，將由文化發展基金發放一筆過資助，但金額未有定論，日後將會聽取委員意見再公佈，又指，會按項目的計劃功能、可達至的社會效益、投入資金、裝修工程、前期籌備等作考量。
2022年6月14日，文化局表示「2022年活化歷史建築計劃」計劃年內推出，十間建築物均位於美副將大馬路，當中三間建築物要有藝文元素，包括展示、教育等；其餘七間可以含有商業元素，例如餐飲、銷售等。
2022年11月1日至2023年1月13日，“歷史建築活化資助計劃─望廈山房”推出申請，該計劃是文化發展基金為配合文化保育規劃而推出，並以望廈山房作為試點。資助計劃的形式是由基金向受益人出租位於美副將大馬路的望廈山房10間建築，並提供資助補貼用於場地對外開放前的裝修整備費用及資助期內的推廣宣傳費用。其後因疫情發展，相關資助計劃申請期延至2022年2月3日結束。
2023年4月，土地工務局公示「望廈山房」的規劃條件圖草案，並收集意見。草案建議，須保留建築物立面及屋頂特徵，不得增加高度；保留現有圍牆，維持場地開敞空間及庭院特徵；建築群後方的空地維持開敞空間特徵。草案也建議，土地用途為「文化設施用地（文化文創商業綜合體）」。草案建議，將地段分為A、B、C三個地塊。值得注意的是，2010年的街道準線圖列明，A地塊的建築物須保留屋頂及門面，不得增加高度。事隔12年，今份草案建議，A地塊須保留建築物立面及屋頂特徵，不得增加高度。關於B地塊，2010年的街道準線圖要求保留庭院，保留現有之樹木；今份草案建議，保留現有圍牆，維持場地開敞空間及庭院特徵。2010年的街道準線圖容許在C地塊興建樓宇（最大許可高度為海拔15米，不得超出現時屋頂）；今份草案列明，維持場地開敞空間特徵。由於地段位置緊貼望廈山已評定之地點南面，只有美副將大馬路一街之隔，建築計劃須受文化局的審批。
2023年4月27日，在城市規劃委員會會議上，對於正在被評定、包括望廈山房在內的美副將大馬路十二幢葡式房屋建築群最新規劃條件獲稍稍放寬，屋頂只須保留特徵不用再全面保留。文化局解釋，有關設計是便於舊建築活化和加設必要設施，對建築外觀影響最少。另其引入營運機構的活化資助計劃正在程序中，具體使用未定。局方會統一只要求保留建築物屋頂特徵，以應對消防等方面的要求，並強調其是「最低影響建築物外觀特色」的方式。至於前庭院的樹木沒有被要求保留，蘇建明則表示，樹木非死物，會生長或老死。若按2010年發出街道準線圖（現為規劃條件圖草案）保留樹木「有少少唔算好準確」，因此局方以「保留庭院特徵」來處理。
2024年5月31日至6月7日，「望廈山房1952文創之園」舉行開放日，另擬於2024下半年前局部開放，並將於2025年農曆新年期間全面開放，以「文化傳承與融合創新」為理念，冀把望廈山房打造成集藝術生活、人文商業、社區休閒、旅遊觀光於一身的地標性建築。

## 建築特色
據澳門文化局介紹，「望廈山房」中的十間建築物以先行先試方式進行《歷史建築活化資助計劃》的項目。該建築群前身為公務員宿舍，由獨棟小屋並排而成，外牆以粉綠色及白色為主軸，內部空間小巧雅緻、氛圍舒適閒逸，是駐足欣賞作品的理想空間。

## 營運安排
「望廈山房1952文創之園」以「1+4」為發展策略，即以「文化傳承與融合創新」為理念，把望廈山房打造成集藝術生活、人文商業、社區休閒、旅遊觀光於一身的地標性建築。項目以「文化+商業」為營運方向，三成空間用作藝文展示與親子活動，以提供場地與合資格的本地文化社團長期合作；七成空間靈活規劃作商業經營。佔地面積825平方米，其中前院191平方米，房屋382平方米，後院252平方米。主建築群由10間獨立房屋組成，每間分上下兩層，總建築面積764平方米。

## COVID-19疫情期間臨時措施
2022年8月1日，因應9間COVID-19核酸檢測站撤出學校，另外新增8間核酸檢測站包括望廈山房，作6‧18大規模疫情期間全民核酸檢測一般站用途。其後於2022年9月1日不再用作常規核酸檢測站用途。
2022年12月22日，因應COVID-19感染者求診需求增加，衛生局徵用設施作社區門診用途。
2023年1月18日，因應COVID-19感染者求診需求減少，位於望廈山房內的社區門診結束運作。